# Tupambaé
Tupambaé ist eine Stadt im Osten Uruguays.

## Geographie
Sie befindet sich in der Cuchilla Grande im Süden des Departamento Cerro Largo in dessen Sektor 8 an der Grenze zum Nachbardepartamento Treinta y Tres. Südwestlich liegt die Ortschaft Esperanza, während wenige Kilometer nordnordwestlich der Cerro Tupambaé gelegen ist.

## Geschichte
Der Name der Stadt entstammt dem Tupí-Guaraní. Am 19. August 1926 wurde Tupambaé durch das Gesetz Nr.7.984 der Status "Pueblo" zuerkannt.

## Infrastruktur
Am südlichen Rand Tupambaés führt sowohl eine Eisenbahnlinie als auch die Ruta 7 entlang, an deren Kilometerpunkt 304 bei Tupambaé eine ANCAP-Tankstelle gelegen ist. Im Ort befindet sich zudem eine Policlínica, eine Polizeistation, eine Kirche und der Club Asociación Tupambaé. Für Sportveranstaltungen existiert mit dem Estadio Municipal "Juan A. Godiño" eine Austragungsstätte.

## Einwohner
Tupambaé hat 1.122 Einwohner (Stand: 2011), davon 564 männliche und 558 weibliche.
| Jahr | Einwohner |
| ---- | --------- |
| 1963 | 1.074     |
| 1975 | 1.125     |
| 1985 | 1.035     |
| 1996 | 974       |
| 2004 | 1.169     |
| 2011 | 1.122     |

Quelle: Instituto Nacional de Estadística de Uruguay